# BBC Parliament
BBC Parliament（BBCパーラメント）は、英国放送協会 (BBC) 運営による、英国の議会中継を初めとするイギリスの政治専門チャンネルである。
議会中継だけでなく、政治に関する話題やBBCニュース制作の番組も放送する。
また、ウェストミンスター宮殿でのイギリス国会の議事だけでなく、北アイルランドやスコットランド等の各議会の話題についても扱う。
衛星放送・ケーブルテレビ・インターネット上のストリーミング配信などにより視聴可能だが、基本的に配信対象エリアは英国内となる。

## 外部サイト
- http://www.bbc.co.uk/parliament